# 涅尔尼
涅尔尼（法語：Niergnies，法語發音：[njɛʁɲi]）是法国上法蘭西大區北部省的一个市镇，属于康布雷区。

## 地理
涅尔尼（50°8'53"N, 3°15'20"E）面积4.35 平方千米，位于法国上法蘭西大區北部省，该省份为法国最北部的省份及最长的省份，西北濒北海，西接加来海峡省，南至埃纳省和索姆省，东与比利时接壤。
与涅尔尼接壤的市镇（或旧市镇、城区）包括：阿万、塞朗维莱尔福朗维尔、康布雷、埃斯科河畔克雷沃克尔、吕米伊昂康布雷西。

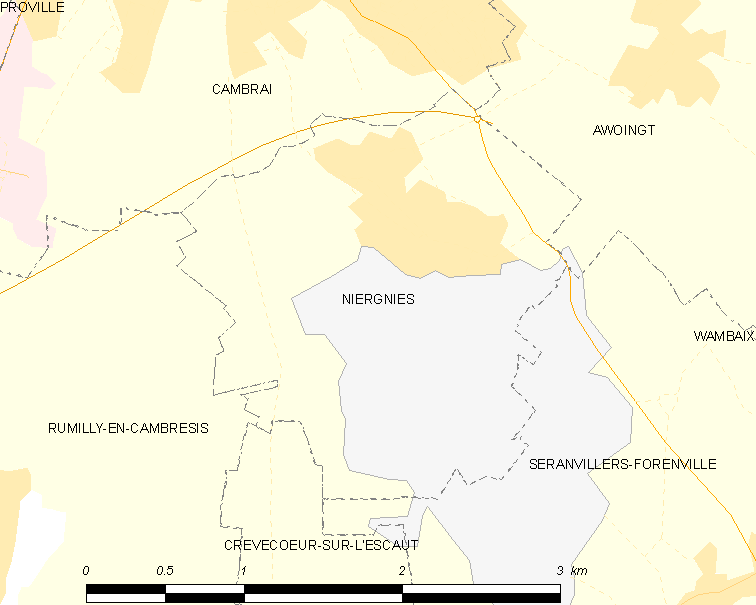
涅尔尼的OSM定位图

涅尔尼的时区为UTC+01:00、UTC+02:00（夏令时）。

## 行政
涅尔尼的邮政编码为59400，INSEE市镇编码为59432。

## 政治
涅尔尼所属的省级选区为勒卡托康布雷西县。

## 人口

1962-2008年间涅尔尼人口变化图示

涅尔尼于2022年1月1日时的人口数量为511人。